# Мемристор

Зображення ланки із 17 мемристорів захоплене атомним скануючим мікроскопом. Нитки близько 50 нм завдовжки та 150 атомів завтовшки. Кожен мемристор складається із двох шарів діоксиду титану, різної провідності, з'єднаних з електродом. При протіканні електричного струму через прилад, зв'язок між шарами рухається, змінюючи провідність приладу. Ця зміна може бути використана для запису інформації.

Мемристор (англ. memristor, від memory — «пам'ять», та resistor — «опір») — четвертий базовий елемент електричної ланки. Вперше його запропонував у вересні 1971 року Леон Чуа (англ. Leon Chua). Це пасивний двополюсник з нелінійною вольт-амперною характеристикою (ВАХ), що має гістерезис. Поряд із трьома відомими базовими пасивними елементами аналогових електричних схем — резистором, конденсатором та котушкою індуктивності цей пасивний елемент створював замкнуту технологічну систему для виробництва максимально різноманітних пристроїв аналогової та цифрової схемотехніки.

## Принцип роботи

Символ мемристора

Практична реалізація ідеї мемристора здійснилась тільки нещодавно співробітниками лабораторії HP Labs під керівництвом Р. Стенлі Вільямса (англ. R.Staley Williams) фірми Hewlett-Packard. Дослідження проводились в галузі наноелектроніки. Прилад складається із двох шарів плівки із діоксиду титану з різною концентрацією атомів кисню. Кисневі вакансії діють як носії заряду, тобто «збіднений шар» має набагато менший опір, ніж незбіднений. Під дією електричного поля, що прикладається перпендикулярно до плівок, розпочинається дифузія кисню із нижнього (збагаченого) шару у верхній (збіднений). Таким чином, нижній шар, що до того не був провідним, починає проводити струм і залишається в такому стані, поки не буде прикладена обернена напруга. Очевидно, що швидкість перемикання таких мемристорів буде повністю визначатися коефіцієнтом дифузії кисню в діоксиді титану. При виготовленні резистивних смужок використовуються методи нанотехнології.

## Мемристор як елементна база штучного інтелекту
На думку  Грега Шнайдера (спеціаліст компанії HP), мемристор стане одним з основних елементів  нанопристроїв, що емулює роботу людського мозку (мініатюрні нанопристрої будуть об'єднані в єдину  мережу, а мемристор стане елементом, відповідальним за «пам'ять»  штучного інтелекту) .

## Інтернет-ресурси
- Finding the missing memristor на YouTube
- Interactive database of memristor papers (2013)
- Simonite, Tom (21 квітня 2015). Machine Dreams. Technology Review. Процитовано 5 грудня 2017.
- "Leon Chua: A bulb versus Google go player" - (in Polish) an interview with Leon Chua, the creator of memristor
- "Leon Chua: A bulb versus Google go player" - (in English) an interview with Leon Chua, the creator of memristor